# 平沢文雄
平沢 文雄（ひらさわ ふみお、1934年12月12日 - ）は、日本のスキー指導者。第一期全日本スキー連盟デモンストレーター。新潟県魚沼郡出身。
1961年浦佐スキー学校を創立して、多くのデモンストレータを輩出する。NHK教養番組で「ベストスキー」初級、中級編、「中高年のためスキー術」で講師を担当した。
平沢スキー研究所代表取締役として、スポーツ全般のコンサルタントをしている。ベストスキーアカデミー（BSA）、スキー塾をとおして、自分自身の体重を効率的に利用して、筋力の衰えてきた中高年者でも無理のないスキーができるような指導を続けている。

## 著書
国立国会図書館OPACによる検索
- 『一生懸命』2007年刊
- 『あなたのスキーはなぜうまくならないか   平沢文雄ファインスキーテキスト』 1989年 筑摩書房刊 ISBN 448087139X
- 『平沢文雄のトータルスキーイング   How to ski姿勢の研究』 1990年 ノースランド出版刊　ISBN 4931125417
- 『大人のベストスキー』 2004年 実業之日本社 ISBN 4408611271
- 『新時代の基礎スキー   技術のとらえ方と練習法の実際』 1984年 スキージャーナル刊 ISBN 4789910652
- 『基礎スキーの秘密   続々新しい基礎スキー』 1974年 スキージャーナル刊
- 『エキスパート基礎スキー 理論編』 1976年 スキージャーナル刊
- 『新しい基礎スキー 続』 1972年 スキージャーナル刊
- 『新発想の基礎スキー』 1980年 スキージャーナル刊 ISBN 4789910407
- 『スキーはウェーデルンから   新しいスキーの練習法』 1972年 実業之日本社
- 『シニアのためのベストスキーテキスト   夢をかなえるski』 2008年 平沢スキー研究所 ISBN 9784774790084　ほか